# Левинталь, Дэвид
Дэвид Левинталь (англ. David Levinthal, род. 1949 г. Сан-Франциско, Калифорния) — современный американский фотограф.

## Жизнь и творчество
Д. Левинталь учился в Массачусетском технологическом институте (закончил со степенью магистра экономики в 1981), изучал фотографию в Йельском университете (магистр искусств в 1973) и искусство в Станфордском университете (бакалавр искусств в 1970). В 1990—1991 годах он — получатель поощрительной стипендии Национального фонда развития искусства и в 1995 — стипендии фонда Дж. С. Гуггенгейма.
Работы Д. Левинталя можно увидеть в крупнейших мировых художественных собраниях: в Парижском Центре Помпиду, чикагском Институте искусств, Окружном музее искусств Лос-Анджелеса, нью-йоркских музеях Метрополитен и Современного искусства, музее американского искусства Уитни (тоже Нью-Йорк). Персональные выставки его фотографий прошли в Нью-Йорке, Лос-Анджелесе, Портленде (Орегон).
В своих работах, сделанных преимущественно широкоформатным объективом поляроида, фотохудожник отражает различнейшие аспекты американской жизни — от культа «барби» и до современного баскетбола. Его творчество является крупным явлением в современной американской поп-культуре. Живёт и работает в Нью-Йорке.

## Галерея
- David Levinthal Подборка фотографий работы Д.Левинталя
- David Levinthal at Gering & López Gallery Фотографии Д.Левинталя в галерее Геринг и Лопес